# 索洛韋茨基區

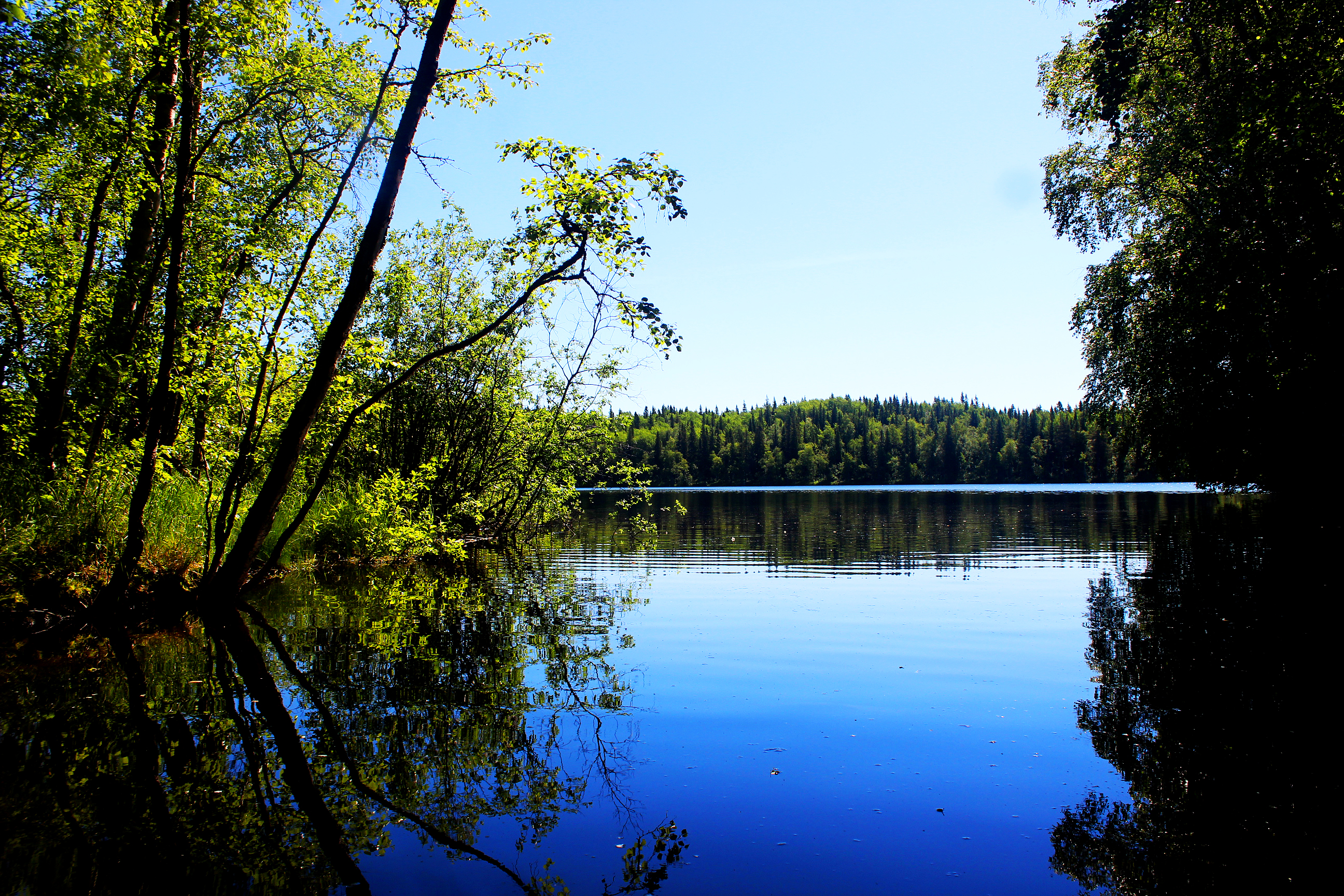

65°01′N 35°42′E / 65.017°N 35.700°E
索洛韋茨基區（俄语：Соловецкий район），是俄羅斯的一個區，位於該國西北部，由阿爾漢格爾斯克州負責管轄，面積3.47平方公里，2016年人口943，人口密度每平方公里271.8人。